# MGP Restorations
MGP Restorations ist ein britisches Unternehmen im Bereich Automobile und ehemaliger Automobilhersteller.

## Unternehmensgeschichte
Das Unternehmen aus Magor bei Caldicot in der Grafschaft Gwent (Wales) ist ein Restaurierungsbetrieb für alte Autos. 1992 begann unter Leitung von Mike Phillips und Jack Orwin die Produktion von Automobilen und Kits. Der Markenname lautete Silurian. 1996 endete die Produktion. Insgesamt entstanden etwa zwei Exemplare.

## Fahrzeuge
Im Angebot stand nur ein Modell. Es wird als das vermutlich größte Kit Car bezeichnet. Die Basis bildete ein Leiterrahmen. Die Karosserie inklusive Motorhaube und Kotflügel bestand aus Aluminium über Sperrholz. Es war ein viertüriges Cabriolet mit fünf Sitzen, inspiriert von Modellen von Bentley und Lagonda aus den 1920er bzw. 1930er Jahren. Ein Sechszylindermotor vom Jaguar XJ 6 trieb das Fahrzeug an.